# Nagroda Brage

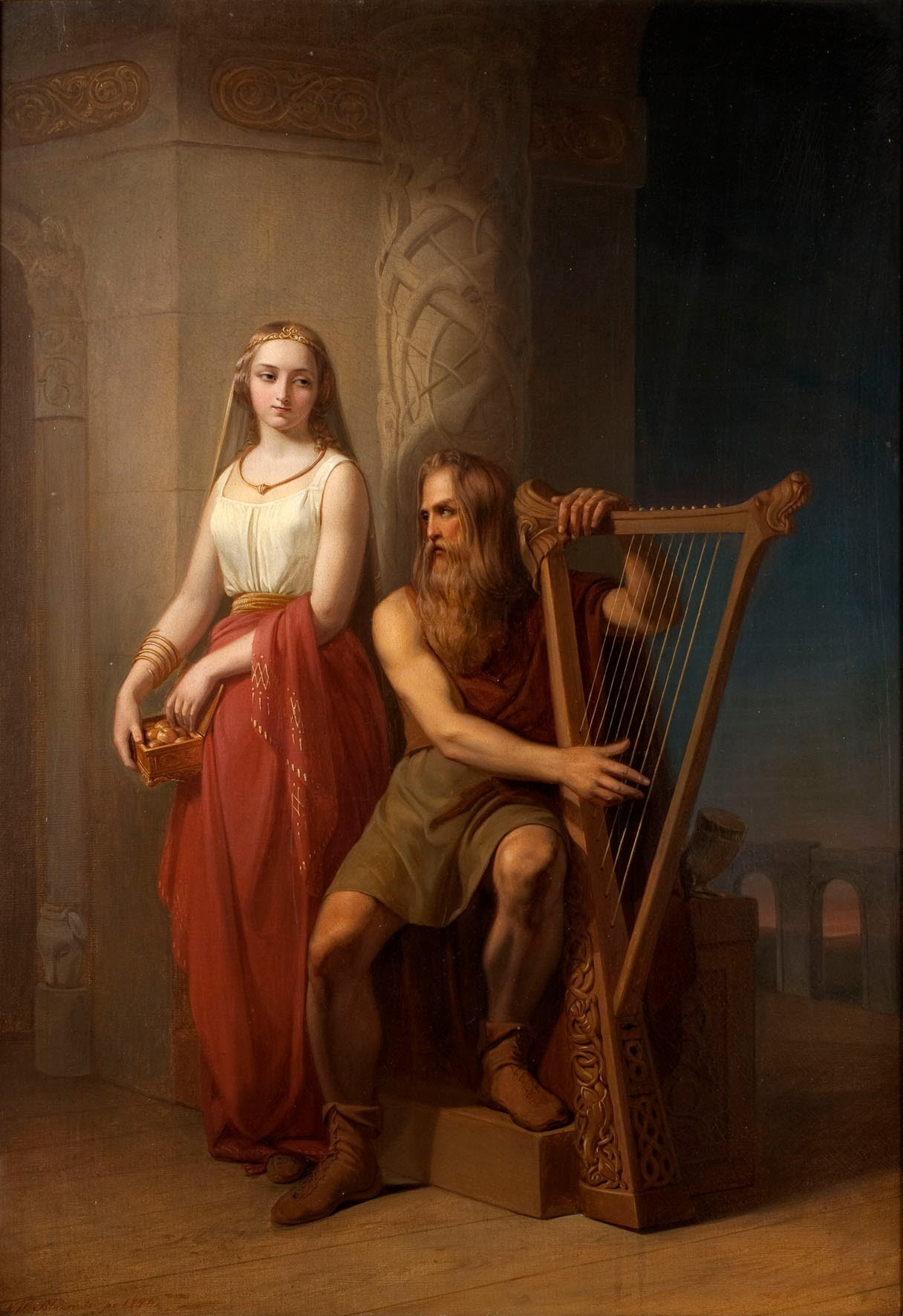
Nagroda została nazwana na cześć nordyckiego boga poetów Brage. Na obrazie powyżej Brage przedstawiony jest razem z Idunn na obrazie romantycznego twórcy Nilsa Johana Blomméra z 1846.

Nagroda Brage (norw. Brageprisen) – norweska nagroda literacka, corocznie przyznawana jest przez fundację Den norske bokprisen (Norweska nagroda literacka), która ma na celu promować współczesną literaturę norweską.
Nagroda jest przyznawana od 1992 roku każdej jesieni w czterech kategoriach:
- Literatura piękna dla dorosłych
- Literatura dla dzieci i młodzieży
- Literatura faktu
- Klasa otwarta – zmienia się co roku.
- Nagroda honorowa

Oprócz tych kategorii, w pierwszych latach przyznawano również nagrodę w kategoriach: Poezja, Podręcznik, Książka ilustrowana i Pozostała literatura.
Laureatów nagrody wyłania jury składające się z norweskich krytyków literackich, pisarzy, wydawców i bibliotekarzy. Zwycięzca otrzymuje statuetkę oraz nagrodę pieniężną w wysokości 75 000 koron norweskich.

## Laureaci nagrody[3]

### Lektura piękna dla dorosłych
- 1992 – Karsten Alnæs, za Trollbyen
- 1993 – Øystein Lønn(inne języki), za Thranes metode
- 1994 – Sigmund Mjelve(inne języki), za Område aldri fastlagt
- 1995 – Ingvar Ambjørnsen, za Fugledansen
- 1996 – Bergljot Hobæk Haff(inne języki), za Skammen
- 1997 – Liv Køltzow(inne języki), za Verden forsvinner
- 1998 – Kjartan Fløgstad(inne języki), za Kron og mynt
- 1999 – Frode Grytten, za Bikubesong
- 2000 – Per Petterson, for I kjølvannet
- 2001 – Lars Saabye Christensen, za Halvbroren (Półbrat)
- 2002 – Niels Fredrik Dahl(inne języki), za På vei til en venn
- 2003 – Inger Elisabet Hansen(inne języki), za Trask
- 2004 – Hanne Ørstavik, za Presten (Pastor)
- 2005 – Marita Fossum(inne języki), za Forestill deg
- 2006 – Dag Solstad, za Armand V. Fotnoter til en uutgravd roman
- 2007 – Carl Frode Tiller(inne języki), za Innsirkling
- 2008 – Per Petterson, za Jeg forbanner tidens elv (Przeklinam rzekę czasu)
- 2009 – Karl Ove Knausgård, za Min kamp. Første bok (Moja walka. Księga 1)
- 2010 – Gaute Heivoll za Før jeg brenner ned (Zanim spłonę)
- 2011 – Tomas Espedal(inne języki) za Imot naturen
- 2012 – Lars Amund Vaage za Syngja
- 2013 – Ruth Lillegraven(inne języki) za Urd
- 2014 – Rune Christensen(inne języki) za Ensomheten i Lydia Ernemans liv
- 2015 – Lars Saabye Christensen za Magnet (Magnes)[4]
- 2016 – Monica Isakstuen(inne języki) za Vær snill med dyrene[5]
- 2017 – Olaug Nilssen(inne języki) za Tung tids tale[6]
- 2018 – Tore Kvæven(inne języki) za Når landet mørknar[7]
- 2019 – Nina Lykke za Full spredning
- 2020 – Beate Grimsrud za Jeg foreslår at vi våkner
- 2021 – Jon Fosse za Eit nytt namn (Septologien VI-VII)
- 2022 – Ingeborg Arvola za Kniven i ilden. Ruijan rannalla – Sanger fra Ishavet
- 2023 – Frode Grytten za Den dagen Nils Vik døde

### Literatura dla dzieci i młodzieży
- 1992 – Ragnar Hovland(inne języki), za Ein motorsykkel i natta
- 1993 – Torill Eide(inne języki), za Skjulte ærend
- 1994 – Klaus Hagerup(inne języki), za Markus og Diana. Lyset fra Sirius
- 1995 – Liv Marie Austrem(inne języki) i Akin Düzakin(inne języki), for Tvillingbror
- 1996 – Eirik Newth(inne języki), za Jakten på sannheten
- 1997 – Harald Rosenløw Eeg(inne języki), za Vrengt
- 1998 – Stein Erik Lunde(inne języki), za Eggg
- 1999 – Erna Osland(inne języki), za Salamanderryttaren
- 2000 – Rune Belsvik, za Ein naken gut
- 2001 – Anne Birkefeldt Ragde, za Biografien om Sigrid Undset. Ogsaa en ung Pige
- 2002 – Gro Dahle i Svein Nyhus, za Snill (Grzeczna)
- 2003 – Helga Gunerius Eriksen(inne języki) i Gry Moursund(inne języki), za Flugepapir
- 2004 – Harald Rosenløw Eeg(inne języki), za Yatzy
- 2005 – Arne Svingen(inne języki), za Svart elfenben
- 2006 – Stian Hole, za Garmanns sommer (Lato Garmanna)
- 2007 – Linn T. Sunne(inne języki), za Happy
- 2008 – Johan Harstad(inne języki), za Darlah – 172 timer på månen
- 2009 – Maria Parr, za Tonje Glimmerdal (ilustracje Åshild Irgens(inne języki))
- 2010 – Hilde Kristin Kvalvaag(inne języki), za Fengsla
- 2011 – Inga Sætre(inne języki), za Fallteknikk
- 2012 – Kari Stai(inne języki) za Jakob og Neikob. Tjuven slår tilbake
- 2013 – Brynjulf Jung Tjønn(inne języki) za Så vakker du er
- 2014 – Annette Münch(inne języki) za Badboy: Steroid
- 2015 – Torun Lian(inne języki) za Reserveprinsesse Andersen (ilustracje Øyvind Torseter)[4]
- 2016 – Anders N. Kvammen za Ungdomsskolen[5]
- 2017 – Maria Parr, za Keeperen og havet[6]
- 2018 – Anna Fiske(inne języki), za Elven[7]
- 2019 – Ane Barmen za Draumar betyr ingenting
- 2020 – Jenny Jordahl za Hva skjedde egentlig med deg?
- 2021 – Erlend Skjetne za Eit anna blikk
- 2022 – Julie Kahrs za Familien Brattbakk
- 2023 – Maria Parr za Oskar og eg

### Literatura faktu
- 1992 – Arne Forsgren (red), za Rockleksikon
- 1993 – Trond Berg Eriksen(inne języki), za Reisen gjennom helvete. Dantes inferno
- 1994 – Einar-Arne Drivenes(inne języki), Marit Anne Hauan(inne języki) i Helge A. Wold(inne języki), za Nordnorsk kulturhistorie
- 1995 – Espen Dietrichs(inne języki) i Leif Gjerstad(inne języki), za Vår fantastiske hjerne
- 1996 – Arild Stubhaug(inne języki), za Et foranskutt lyn. Nils Henrik Abel og hans tid
- 1997 – Anne Wichstrøm(inne języki), za Kvinneliv, kunstnerliv. Kvinnelige malere i Nørge før 1900
- 1998 – Leif Ryvarden/Klaus Høiland(inne języki), za Er det liv, er det sopp
- 1999 – Torbjørn Færøvik(inne języki), za India – Stevnemøte med skjebnen
- 2000 – Johan Galtung, za Johan uten land. På fredsveien gjennom verden
- 2001 – Atle Næss(inne języki), za Da jorden stod stille – Galileo Galilei og hans tid
- 2002 – Ivo de Figueiredo(inne języki), za Fri mann. Johan Bernhard Hjort(inne języki) – en dannelseshistorie
- 2003 – Knut Kjeldstadli(inne języki) (red.), za Norsk innvandringshistorie I–III'
- 2004 – Tor Bomann-Larsen, za Folket. Haakon & Maud II
- 2005 – Odd Karsten Tveit(inne języki), za Krig og diplomati. Oslo–Jerusalem 1978–1996
- 2006 – Bent Sofus Tranøy(inne języki), za Markedets makt over sinnene
- 2007 – Frank Rossavik(inne języki), za Stikk i strid. Ein biografi om Einar Førde
- 2008 – Bjørn Westlie(inne języki), za Fars krig
- 2009 – Kjetil S. Østli(inne języki), za Politi og røver
- 2010 – Tone Huse(inne języki), za Tøyengata
- 2011 – Simen Ekern(inne języki), za Roma
- 2012 – Torbjørn Færøvik(inne języki) za Maos Rike. En lidelseshistorie
- 2013 – Steffen Kverneland(inne języki) za komiks Munch
- 2014 – Marte Michelet(inne języki) za Den største forbrytelsen
- 2015 – Morten Andreas Strøksnes za Havboka. Eller kunsten å fange en kjempehai fra en gummibåt på et stort hav gjennom fire årstider[4]
- 2016 – Åsne Seierstad za To søstre[5]
- 2017 – Thomas Reinertsen Berg(inne języki) za Verdensteater[6]
- 2018 – Helene Uri(inne języki) za Hvem sa hva?[7]
- 2019 – Torgrim Eggen za Axel. Fra smokken til Ovnen
- 2020 – Dag O. Hessen za Verden på vippepunktet – hvor ille kan det bli?
- 2021 – Lena Lindgren za Ekko – et essay om algoritmer og begjær
- 2022 – Trygve Riiser Grundersen za Haugianerne. Enevelde og undergrunn
- 2023 – Inga Strümke za Maskiner som tenker

### Klasa otwarta
- 1996 – Esej: Sven Kærup Bjørneboe(inne języki), za Jerusalem, en sentimental reise
- 1997 – Ilustrowane książki dla dzieci: Liv Marie Austrem(inne języki) i Akin Düzakin(inne języki), za Tvillingsøster
- 1998 – Tłumaczenie literatury pięknej: Christian Rugstad(inne języki), za José Saramago – Det året Ricardo Reis døde
- 1999 – Biografia: Anders Heger(inne języki), za Mykle. Et diktet liv
- 2000 – Kryminał i literatura sensacyjna: Karin Fossum, za Elskede Poona (Utracona)
- 2001 – Poezja: Annie Riis(inne języki), za Himmel av stål
- 2002 – Literatura dla młodzieży: Synne Sun Løes(inne języki), za Å spise blomster til frokost
- 2003 – Literatura podróżnicza: Torbjørn Færøvik(inne języki), za Kina. En reise på livets elv
- 2004 – Nowela: Arne Lygre(inne języki), za Tid inne
- 2005 – Komiks: John Arne Sæterøy («Jason»), za La meg vise deg noe…
- 2006 – Podręczniki dla klas 1–10: Kathinka Blichfeldt(inne języki), Tor Gunnar Heggem(inne języki) i Ellen Larsen(inne języki), za Kontekst. Basisbok i norsk for ungdomstrinnet
- 2007 – Literatura faktu dla dzieci: Jon Ewo(inne języki) i Bjørn Ousland(inne języki), za Fortellingen om et mulig drap
- 2008 – Poezja: Øyvind Rimbereid(inne języki), za Herbarium
- 2009 – Tłumaczenie literatury pięknej: Bjørn Alex Herrman(inne języki), za Herman Melville – Moby-Dick
- 2010 – Książki ilustrowane dla dorosłych i dzieci: Stian Hole, za Garmanns hemmelighet (Tajemnica Garmanna)
- 2011 – Biografie: Arnhild Skre(inne języki), za Hulda Garborg: Nasjonal strateg
- 2012 – Literatura dla młodzieży: Linn T. Sunne(inne języki), za Lille ekorn
- 2013 – Literatura faktu dla dorosłych: Yann de Caprona(inne języki), za Norsk etymologisk ordbok
- 2014 – Nowele i eseje: Ingvild H. Rishøi(inne języki) za Vinternoveller
- 2015 – Kryminał: Kjell Ola Dahl za Kureren[4]
- 2016 – Literatura faktu dla dzieci i młodzieży: Gudny Ingebjørg Hagen(inne języki) (pisarz) i Małgorzata Piotrowska(inne języki) (ilustrator) za Fest og feiring[5]
- 2017 – Poezja: Cecilie Løveid(inne języki) za Vandreutstillinger[6]
- 2018 – Literatura popularnonaukowa dla dzieci i mlodzieży: Anja Røyne(inne języki) za Menneskets grunnstoffer[7]
- 2019 – Komiks: Martin Ernstsen za SULT
- 2020 – Literatura popularnonaukowa: Thomas Horne za Den store klimaguiden
- 2021 – Literatura faktu dla dzieci i młodzieży: Mariangela Di Fiore oraz Trønnes Lie za Søstre. Min historie etter Utøya
- 2022 – Komiks: Ida Larmo za Rigel – urettens ekko
- 2023 – Literatura faktu dla dzieci i młodzieży: Ragnhild Holmås (tekst) oraz Henriette T. Osnes (ilustracje) za Ordenes hårreisende hemmeligheter

### Nagroda honorowa
- 1992 – Sigmund Skard(inne języki)
- 1993
- 1994 – Halldis Moren Vesaas(inne języki)
- 1995 – Anne-Cath. Vestly
- 1996 – Kjell Askildsen
- 1997 – Jan Erik Vold(inne języki)
- 1998 – Dag Solstad
- 1999 – Kjell Aukrust
- 2000 – Eldrid Lunden
- 2001 – Jon Bing
- 2002 – Jostein Gaarder
- 2003 – Karsten Alnæs
- 2004 – NORLA
- 2005 – Jon Fosse
- 2006 – Kari Risvik(inne języki) i Kjell Risvik(inne języki)
- 2007 – Guri Vesaas(inne języki)
- 2008 – Kjartan Fløgstad(inne języki)
- 2009 – Tor Åge Bringsværd(inne języki)
- 2010 – Herbjørg Wassmo
- 2011 – Kolbein Falkeid(inne języki)
- 2012 – Knut Faldbakken(inne języki)
- 2013 – Biblioteki publiczne w Norwegii
- 2014 – Vigdis Hjorth
- 2015 – Einar Økland(inne języki)
- 2016 – Elisabeth Aasen(inne języki)[5]
- 2017 – Kari Grossmann(inne języki)[6]
- 2018 – Klaus Hagerup(inne języki)[7]
- 2019 – Edvard Hoem
- 2020 – Dag O. Hessen
- 2021 – Liv Køltzow
- 2022 – Gro Dahle
- 2023 – Ingvar Ambjørnsen

## Wcześniejsze kategorie

### Podręczniki
- 1992 – Askeland i inni, za Soria Moria
- 1993 – Tore Linné Eriksen(inne języki), za Norge og verden fra 1850–1940
- 1994 – Benestad i inni, za Tallenes tale – Matematikk for 5 timers grunnkurs
- 1995 – Astrid Carlson, Svein Olav Drangeid i Truls Lind, za Humanbiologi

### Poezja
- 1992 – Paal-Helge Haugen(inne języki), za Sone 0
- 1993 – Jan Erik Vold(inne języki), za IKKE
- 1995 – Øyvind Berg(inne języki), za Forskjellig

### Książka ilustrowana
- 1992 – Sissel Solbjørg Bjugn(inne języki)/Fam Ekman(inne języki), za Jente i bitar
- 1993 – Else Færden(inne języki)/Sissel Gjersum(inne języki), za Garnnøstet som forsvant

### Pozostała literatura
- 1992 – Ida Blom i inni, za Cappelens kvinnehistorie
- 1993 – Tordis Ørjasæter(inne języki), za Menneskenes hjerte. Sigrid Undset – en livshistorie